# Чортомлик (острів)
Чортомли́к — острів, що був у гирлі річки Чортомлик; у 1955 - 2023 роках був затоплений водами Каховського водоймища. Після підриву греблі російськими окупантами 6 червня 2023 року, знову зринув на поверхню.
На Чортомлику була Чортомлицька Січ.